# چاران
چاران روستایی زیبا واقع در بخش آسارا - شهرستان کرج - استان البرز (در منطقه ای موسوم به ارنگه وار که شامل ۸ روستا می‌باشد) در نزدیکی سد امیر کبیر است که یکی از این مناطق بِکر و بعضاً دست نخورده در ایران، که خود بهشتی وصف نشدنی است.
این روستا در ۲۷ کیلومتری شمال خاور کرج و ۸ کیلومتری خاوری مسیر جاده چالوس بوده و از خروجی خوزنکلا در جاده ای بطول حدود ۷ کیلومتر به روستای زیبای چاران در کوه‌های البرز واقع شده است.
روستای چاران یک روستای کوهستانی با آب و هوای معتدل است. مردم روستا به زبان تاتی سخن می‌گویند.
و عمده فعالیت ساکنین آن باغداری و دامپروری می‌باشد.
در روستای چاران چندین مکان طبیعی و تاریخی وجود دارد که بازدید از آنها برای گردشگران بسیار جذاب جلوه می‌کند.
برای رسیدن به روستای چاران از شهرستان کرج به سمت جاده چالوس پس از طی مسیر ۲۰ کیلومتر نرسیده به سدّ کرج و در منطقه‌ای بنام آدران و بعد از پلیس راه آدران به سمت راست که تابلوی خوزنکلا در مسیر جاده دیده می‌شود و پس از طی کردن جاده آسفالته پر پیچ و خم به دو راهی پیست اسکی خور که به سمت راست ادامه مسیر می‌دهیم می‌رسیم که این جاده به روستای چاران منتهی می‌شود.
در ابتدای مسیر روستای خور و در کنار روستای جی، آبشاری به نام آبشار چاران در نزدیکی روستایی به همین نام واقع گشته است.
دره فرعی چاران به موازات دره خور قرار گرفته و از یک رودخانه پر آب و آبشاری زیبا برخوردار است. روستای چاران یک روستای کوهستانی با آب و هوای معتدل است. این روستا جزء دهستان ارنگه شهرستان کرج در ۲۷ کیلومتری شمال خاور کرج و ۸ کیلومتری خاوری راه کرج به چالوس واقع است. ابتدای جاده کرج چالوس جاده فرعی به طول ۸ کیلومتر در مسیر خور غرب و ارتفاعات چشمه‌شاهی و پهنه‌سار، درّه فرعی چاران به موازات درّه خور و در قسمت جنوبی آن قرار دارد. مسیر رسیدن به آبشار، پوشیده از باغات و مزارع است. آبشار چاران ارتفاعی حدود ۱۰ متر دارد. از روستای چاران تا محل آبشار، سرسبز است و با حداکثر یک ساعت پیاده‌روی می‌توان به آن رسید. پوشش سبز پلکان‌های این آبشار بسیار زیباست.
از دیگر جاذبه‌های این روستا قلّه (پَهنِه‌ سار) می‌باشد که در گذشته‌های دور بعنوان ییلاق اهالی روستا و همچنین مرتع جهت دامپروری مورد استفاده قرار می‌گرفت و آثار بناهای ایجاد شده در آن زمان هنوز در منطقه پَهنِه سار قابل رؤیت می‌باشد.
همچنین در قلّه پَهنِه سار امامزاده بی بی کوهسار (بی بی زرّین قمر - نقل است که ایشان یکی از خواهران امام هشتم شیعیان هستند) واقع شده است که از گذشته‌های دور مورد احترام و توجه خاص اهالی بوده و به همت اهالی این روستا بقعه ای ساخته شده که دارای ۲ اتاق می‌باشد که در یکی بعنوان امامزاده نمادهای متبرک بی بی زرین قمر و اتاق دیگر بعنوان استراحتگاه مورد استفاده قرار می‌گیرد.
برای صعود به قله پهنه‌سار در حدود پنج ساعت از دل مسیری کوهستانی می‌بایست عبور نمود تا به قله رسید. مسیری که خسته کننده جلوه می‌کند اما با عبور از آن و رسیدن به امامزاده می‌توان با فضایی معنوی همراه شد و خستگی را از تن به در کرد.
در این روستا یکی از ایستگاه‌های لرزه‌نگاری متعلق به پژوهشگاه بین‌المللی زلزله‌شناسی و مهندسی زلزله نیز وجود دارد.

## جمعیت
این روستا در سرشماری ۱۳۹۵، ۳۰۸نفر(۱۶۲خانوار) جمعیت داشته است.